# Bandeira da Guatemala
A bandeira nacional da Guatemala é composta por duas cores: azul celeste e branco. A faixa branca entre as duas faixas azuis celeste representa a localização  da Guatemala como uma terra entre dois oceanos, o Oceano Pacífico e o Oceano Atlântico. A cor branca significa também paz e pureza.  
O padrão de três faixas é baseado na bandeira nacional dos Estados Unidos da América Central (EUAC), embora as faixas da última fossem horizontais e azuis em vez de azuis celeste. As bandeiras dos outros países que formavam os EUAC seguiram o padrão horizontal e azul.
Ao centro da bandeira está o brasão de armas da Guatemala, composto pelo quetzal-resplandecente, a ave nacional da Guatemala que simboliza a liberdade; um pergaminho com a data em que a América Central conseguiu independência da Espanha - 15 de setembro de 1821; duas espingardas cruzadas, indicadoras da disposição da Guatemala de se defender pela força se necessário; uma coroa de loureiro, símbolo de vitória; e duas espadas cruzadas, que representam honra.

## Outras Bandeiras
- Bandeira e insígnia civil.

## Bandeiras Históricas
De 1850 a 1871, a Guatemala usou uma bandeira de sete faixas estreitas horizontais em duas combinações de vermelho-branco-azul no topo e no fundo, ficando no meio a faixa amarela mais larga. 

1825-1838
1838-1843
1843-1851
1851-1858
1858-1871